# 中原岩三郎
中原 岩三郎（なかはら いわさぶろう、1868年（明治元年） - 1945年（昭和20年））は、明治から昭和時代前期の電気工学者、電気技師。

## 経歴・人物
中原衛人の三男として周防吉敷郡吉敷村（現・山口県山口市吉敷）に生まれる
。第一高等学校・東京帝国大学を卒業し、東京電燈に入社する。1907年（明治40年）同社技師長として甲府桂川に水力発電所を完成させ、東京向けの長距離高圧送電を成功させる。のち日本放送協会評議員、電気学会、照明学会、日本ラジオ協会などの会長を歴任した。1930年（昭和5年）、山口‐大田（現・美祢市美東町）間の県道完成に伴い支線が建設された際に寄付をおこなった。この際建設された支線のひとつである山口市道神田町上東線の一部区間は、「中原道路」ともいわれ、記念碑として「中原道路碑」が建てられている。
親戚でもある中原中也が採用面接を受けられるよう便宜を図ったが、中也に入社する気はなく、面接で落とされた。